# Armênia nos Jogos Olímpicos de Inverno de 2006
A Armênia mandou 5 competidores para os Jogos Olímpicos de Inverno de 2006, em Turim, na Itália. A delegação competiu em três esportes, esqui alpino, esqui cross-country e patinação artística, sem conquistar medalhas.

## Desempenho

### Esqui alpino
| Atletas            | Evento           | Final      | Final      | Final      | Final   | Final |
| Atletas            | Evento           | 1ª Corrida | 2ª Corrida | 3ª Corrida | Total   | Pos.  |
| ------------------ | ---------------- | ---------- | ---------- | ---------- | ------- | ----- |
| Abraham Sarkakhyan | Slalom masculino | 1:10.69    | 1:05.52    |            | 2:16.21 | 45    |

### Esqui cross-country
| Edmond Khachatryan                    | Clássico masculino               |         |    |             |             |             |             | 47:37.8     | 82          |             |             |
| Edmond Khachatryan                    | Largada coletiva masculina       |         |    |             |             |             |             | DNS         | DNS         |             |             |
| Edmond Khachatryan                    | Velocidade individual masculino  | 2:49.98 | 80 | Não avançou | Não avançou | Não avançou | Não avançou | Não avançou | Não avançou | Não avançou | Não avançou |
| Hovhannes Sargsyan                    | Clássico masculino               |         |    |             |             |             |             | 50:45.7     | 88          |             |             |
| Hovhannes Sargsyan                    | Largada coletiva masculina       |         |    |             |             |             |             | DNS         | DNS         |             |             |
| Hovhannes Sargsyan                    | Velocidade individual masculino  | 2:47.68 | 79 | Não avançou | Não avançou | Não avançou | Não avançou | Não avançou | Não avançou | Não avançou | Não avançou |
| Edmond Khachatryan Hovhannes Sargsyan | Velocidade por equipes masculino |         |    |             |             | DNF         | DNF         | DNF         | DNF         | DNF         | DNF         |

### Patinação artística
| Atleta                              | Evento        | Dança obrigatória | Dança obrigatória | Dança original | Dança original | Dança livre | Dança livre | Total  | Total |
| Atleta                              | Evento        | Pontos            | Pos.              | Pontos         | Pos.           | Pontos      | Pos.        | Pontos | Pos.  |
| ----------------------------------- | ------------- | ----------------- | ----------------- | -------------- | -------------- | ----------- | ----------- | ------ | ----- |
| Anastasia Grebenkina Vazgen Azrojan | Dança no gelo | 24.28             | 22                | 43.83          | 20             | 69.88       | 21          | 137.99 | 20    |

Legenda
| Recorde mundial      | Recorde mundial (World record)               |                       | Recorde africano                      | Recorde africano (African) |                                           | Q | Classificado por posição (Qualified) |
| Recorde olímpico     | Recorde olímpico (Olympic record)            | Recorde da América    | Recorde da América (Americas)         | q                          | Classificado por melhor tempo (Qualified) |   |                                      |
| Melhor marca do ano  | Melhor marca do ano (World leading)          | Recorde asiático      | Recorde asiático (Asian)              | DNS                        | Não largou (Did not start)                |   |                                      |
| Recorde nacional     | Recorde nacional (National record)           | Recorde europeu       | Recorde europeu (European)            | DNF                        | Não terminou (Did not finish)             |   |                                      |
| Recorde pessoal      | Recorde pessoal do atleta (Personal best)    | Recorde da Oceania    | Recorde da Oceania (Oceania)          | DSQ / DQ                   | Desclassificado (Disqualified)            |   |                                      |
| Recorde da temporada | Recorde da temporada do atleta (Season best) | Recorde sul-americano | Recorde sul-americano (South America) | NM                         | Sem marca (No mark)                       |   |                                      |